# Maison Balder
La Maison Balder (en finnois : Balderin talo) est une maison historique du quartier de Kruununhaka à Helsinki en Finlande.

## Description
La maison de Style Empire est située au coin des rues Aleksanterinkatu et Helenankatu. Le bâtiment de style baroque français est construit en 1814 selon les plans de Pehr Granstedt. 
Le second étage a été construit en 1931 du côté de Aleksanterinkatu.  
La maison voisine est la Maison Brummer.
En avril 2021, des informations ont fait état des difficultés financières de la société immobilière Balder (Godtemplarlogen no 1 Balder r.f.) et de l'association qui la sous-tend. 
Balder est déposée en faillite par l'administration fiscale ; selon les informations, la dette fiscale à payer s'élève à environ 70 000 euros. Le fisc a également déposé le bilan de la maison en 2020,.

## Galerie

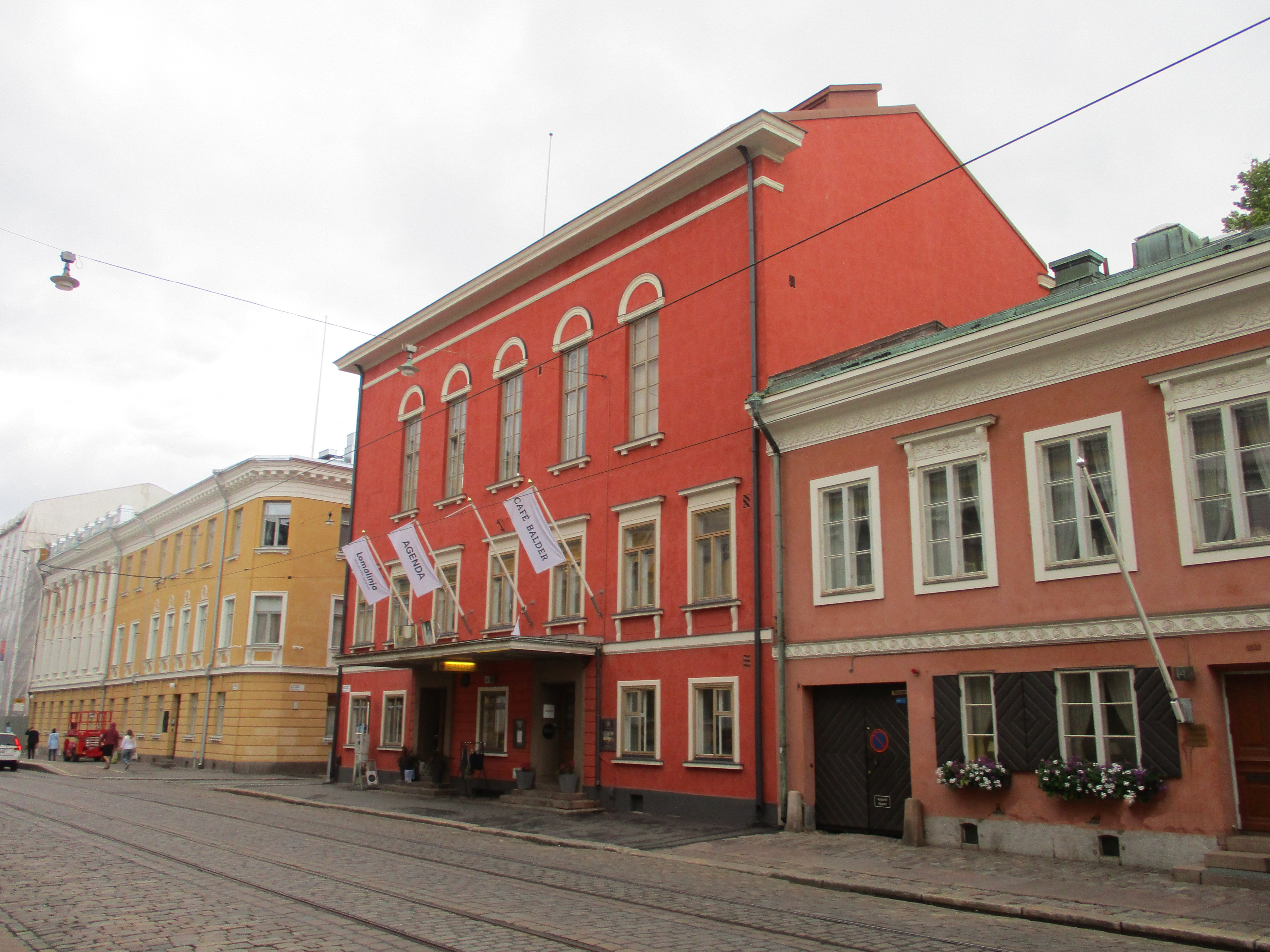
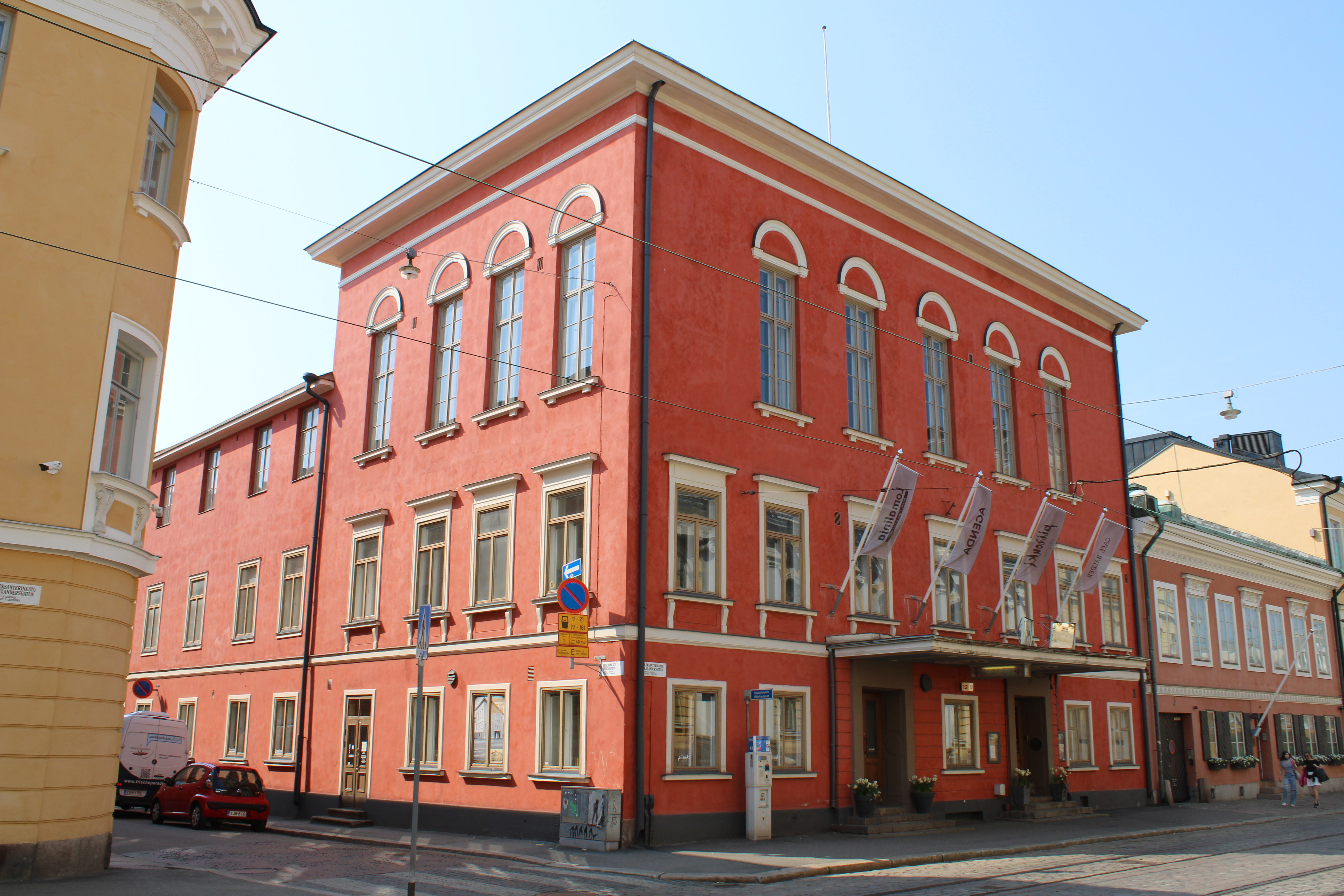
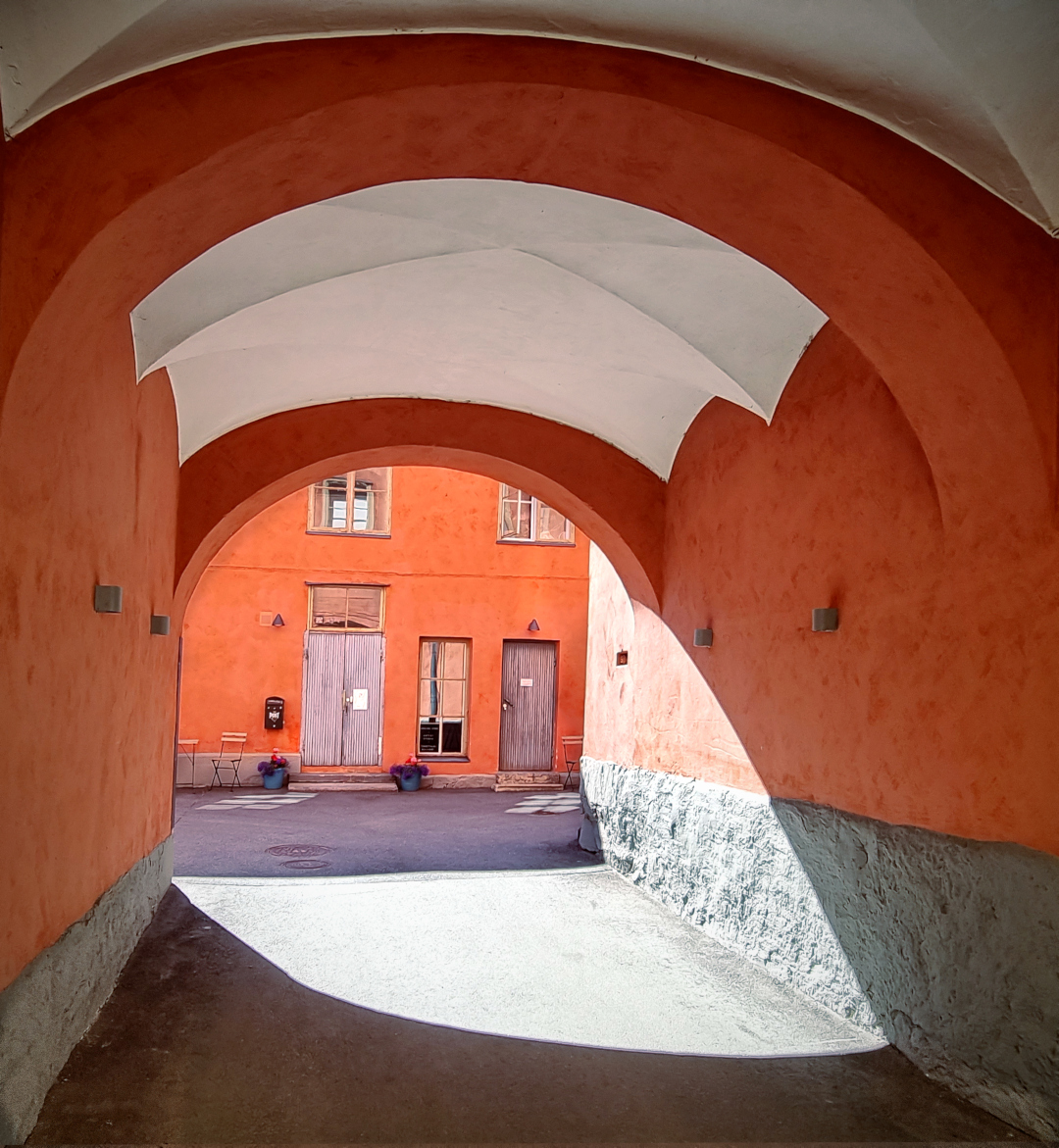
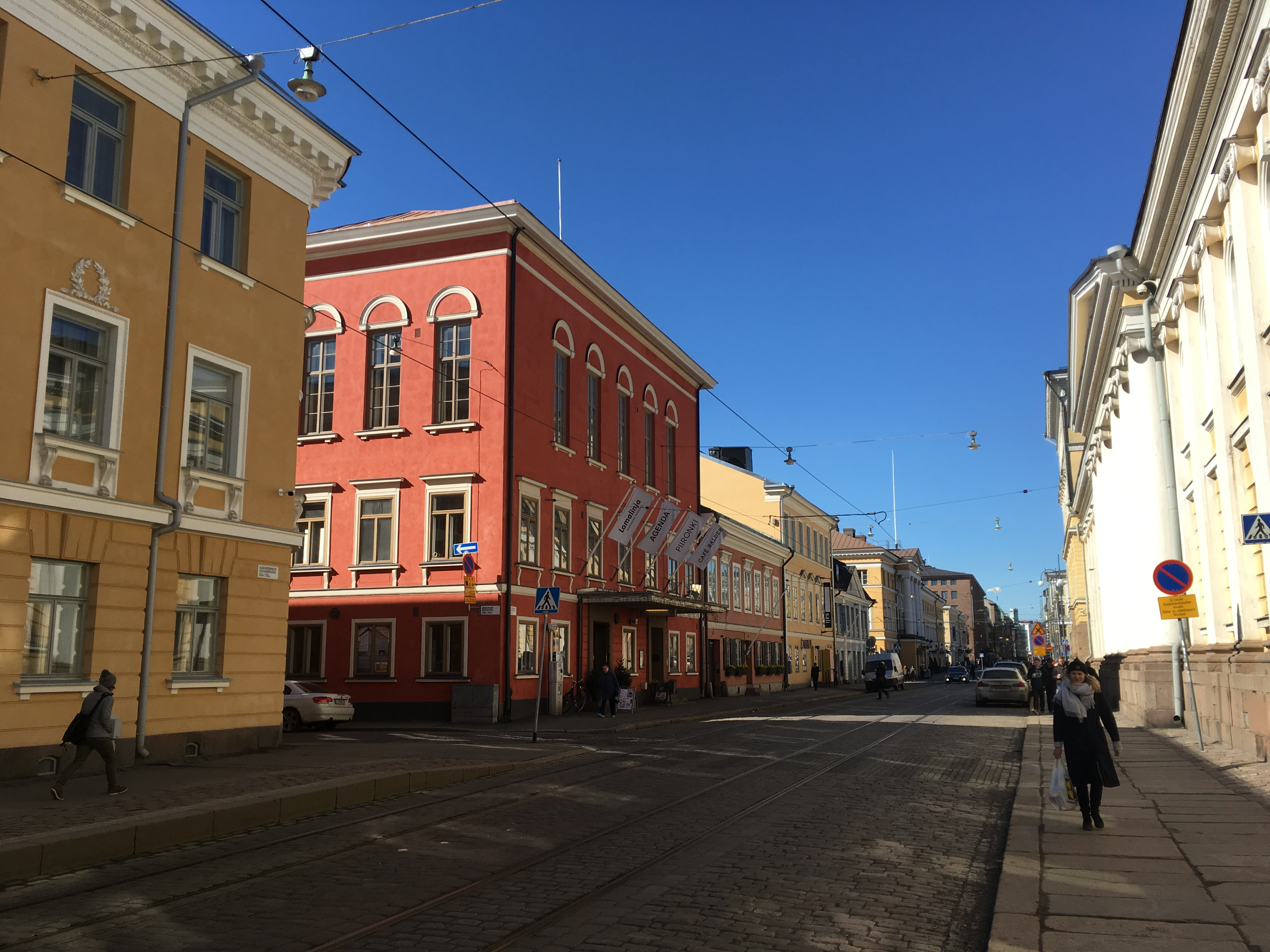